# كرد (واسطة ري)
كرد (آلة سقي)

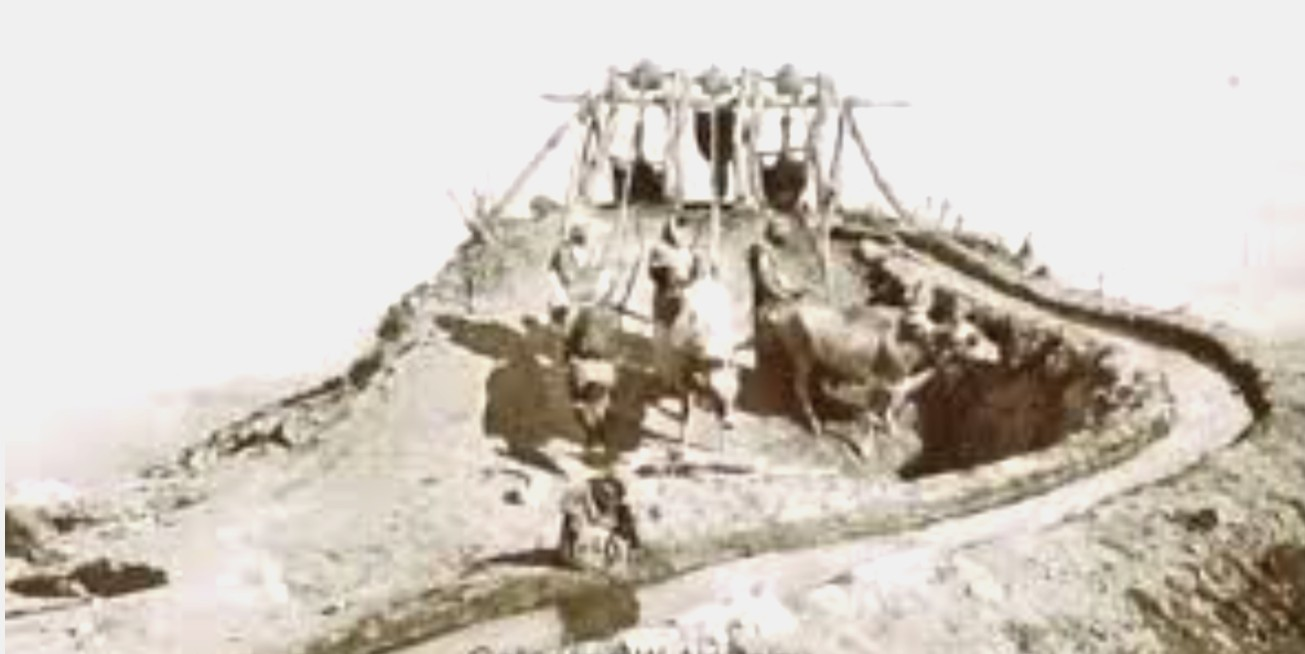
الكرد واسطة ري قديمة في العراق

الكرد أو البكرة بمعنى واحد، الكرد لفظة فارسية من (كردن) ومعناها العمل أو أنها مقطوعة من (كرد آب) الفارسية ويراد بها مجرى الماء والدردور والهوة والحفرة العميقة والبئر المطوية، ومعنى اللفظة حرفياً (الماء الدائر) ويراد بها العراقيون البئر المطوية الواقعة على النهر أو قريباً منه يسقى منها بواسطة دلو يجره الحيوان والدلو مركب على بكرة كبيرة تجري بواسطة الحبل المربوط بالدابة والبكرة. وكان يسميها قدماء العرب الفصحاء (السانية والنضح) فلما اخذ العجم ديار العراق سموا البئر المذكور بهذا الاسم الفارسي. وتتخذ هذه الكرود لسقي البساتين والزروع المجاورة لنهري دجلة والفرات.
فهي آلة رفع الماء من الأنهار والآبار، واستخدامه لسقي البساتين والمزروعات، وقوام الكرد بكرة واحدة أو أكثر حسب الحاجة، وكانت شائعة الاستعمال في الشرائع (جمع شريعة: وهي مورد الماءِ الذي يُسْتَقَى منه بلا رِشاء)، وخاصة في بغداد بمثابة إسالة ماء بدائية، وفي مناطق أخرى في العراق،
وتكون طريقة انشائها كما يلي:
انشاء بئر على شكل دائري من الحجر، أو نصف دائري في بعض الأحيان،  وتبدأ من مجرى النهر،  وتكون البئر مرتفعة عن سطح الأرض قليلاً، وفي حائط هذه البئر الموجودة ناحية البر، أي في الناحية الخلفية للبئر يقومون بحفر التراب ويعملون منحدراً خفيفاً طوله ثماني أو عشرة أذرع،  وتكون الرأس العلوية لهذا المنحدر بمحاذاة ارتفاع البئر، أما الناحية السفلية من المنحدر فتكون داخل التراب، وعند فم هذه البئر-التي تشبه البرج- شجرة تكون بمثابة المدخل، ويربطون على هذه الشجرة من بكرة إلى ست بكرات أو أكثر حسب مساحة الأرض التي ستسقى، وتعلق على كل بكرة من هذه البكرات قرباً ضخمة من جلد البقر أو الضان، ويربط في كل قربة منها فرس أو ثور أو أي حيوان آخر، ولأن طرف الحبل يكون مربوطاً في الحيوان فإنه عندما يصعد عند رأس المنحدر تنزل القربة إلى المياه فتمتلئ، وعندما يعود إلى نهاية المنحدر تفرغ القربة ما بداخلها من ماء، ومن العادة عند الفلاحين احتساب كمية الأراضي المزروعة بعدد القرب الموجودة بساقية المياه على سبيل المثال يقولون (حقل أو أرض فلان كذا بكرة). وعند سحب تلك البكرات المياه تحدث صوتاً رقيقاً وسريعاً، كخفقان أجنحة الطيور أو كصوت بكرات السفن، وان اصواتها كلها واحدة.
فمثلاً سبع أبكار (تُنطق سَبْعَبْكار) معناها سبع آبار،  أو بئر ذات سبع بكرات (كرود) كانت ترفع الماء من شرق دجلة لسقي البساتين هناك، وقد أنشأ تلك البكرات والي بغداد خليل باشا الذي وصل إلى بغداد سنة 1915م وأنشأ بجوارها قصراً وبستاناً يسقى من تلك البكرات. واقرب واسطة ري شبيهة منها جداً هي السواني في السعودية وهو غير الناعورة لوجود فروقات واضحة بينهما.والناعورة تستخدم في بلدان عدة، وأكثر انتشاراً من الكرد.